# Tvepibet lobelie
Tvepibet lobelie (Lobelia dortmanna) er en spinkel, 15-40 cm høj vandplante. Den findes i næringsfattige og klarvandede søer. Den er sjælden i Danmark. Bladene sidder i en lille roset under vandet, mens blomsterne hæver sig over vandet på lange, slanke blomsterstilke.

## Beskrivelse
I blomstrende tilstand kan lobelie med sit lange skaft med hvidlige eller blegblå blomster ikke forveksles med nogen anden art. Men også i vegetativ tilstand er den let kendelig på de rosetstillede, noget fladtrykte, mere eller mindre tilbagekrummede og op til 5 cm lange, friskgrønne blade med to store luftkanaler, der let ses på overskårne blade.
Fra rosettens bund udgår spinkle, hvidlige rødder.
Højde: 5-15 cm (kun roset), blomsterstængel kan blive op til 1 meter – i visse tilfælde mere.

## Hjemsted
Lobelie hører hjemme i næringsfattige, klare og neutrale-svagt sure søer (lobeliesøer), hvor den typisk vokser på sandbund i vanddybder på op til 50 centimeter (kun sjældent mere) samt på periodisk tørlagte søbredder.
Lobelie er en udpræget jysk art, idet den udenfor Jylland kun kendes fra Læsø. Den er gået stærkt tilbage i takt med eutrofieringen af lobelie-søerne, og er i stadig tilbagegang. Den er i dag sjælden.
Tvepibet lobelie findes i hele Nordeuropa og i de køligere dele af Nord-Amerika.